# Spirorbis pagenstecheri
Spirorbis pagenstecheri är en ringmaskart som först beskrevs av de Quatrefages 1866.  I den svenska databasen Dyntaxa används istället namnet Janua pagenstecheri. Enligt Catalogue of Life ingår Spirorbis pagenstecheri i släktet Spirorbis och familjen Serpulidae, men enligt Dyntaxa är tillhörigheten istället släktet Janua och familjen Serpulidae. Arten är reproducerande i Sverige. Utöver nominatformen finns också underarten S. p. incoloris.